# Armée de Virginie-Occidentale
L'armée de la Virginie-Occidentale sert dans l'armée de l'Union pendant la guerre de Sécession et est l'armée de campagne principale du département de Virginie-Occidentale. Elle fait campagne, principalement en Virginie-Occidentale, au sud-ouest de la Virginie et dans la vallée de Shenandoah. Elle est connue pour avoir deux futurs présidents américain qui ont servi dans ses rangs : Rutherford B. Hayes et William McKinley, les deux provenant du 23th Ohio Infantry (en).

## Histoire
Le brigadier général George Crook est nommé au commandement du département de Virginie-Occidentale, le 25 juillet 1864. Crook n'assume pas immédiatement ce commandement et dans l'intervalle, commande l'armée de la Kanawha. Lorsque Crook prend le commandement le 9 août 1864, l'armée sur le terrain reçoit le titre d'« armée de Virginie-Occidentale ». L'armée est composée de trois divisions et à toutes fins pratiques, fonctionne comme un corps dans l'armée de la Shenandoah du major général Philip Sheridan. Souvent, ce commandement est désigné comme le VIII Corps. Il ne doit pas être confondu avec le VIII corps officiel de l'armée de l'Union, qui est commandée par le major général Lew Wallace et qui est en service de garde le long de la B & O Railroad pendant ce temps. Crook conduit l'armée lors de la campagne de la vallée de la Shenandoah et combat dans tous les engagements majeurs.
La 1st division est commandée par le colonel Joseph Thoburn (en) jusqu'à ce qu'il soit tué au combat à Cedar Creek. Il est remplacé par le colonel Thomas Harris. La 2nd division « Kanawha » est commandée par le colonel Isaac H. Duval jusqu'à ce qu'il soit blessé lors de la troisième bataille de Winchester. Le commandement de la division passe alors à Rutherford B. Hayes, qui a dirigé la division à Cedar Creek. Une division provisoire commandée par le colonel J. Howard Kitching (en) rejoint l'armée juste avant la bataille de Cedar Creek. La composition exacte de la division provisoire est inconnue, si ce n'est qu'elle comprend environ 1 000 soldats dont le 6th New York Heavy Artillery. Kitching est gravement blessé à Cedar Creek et meurt l'année suivante.
Le 19 décembre 1864, avec la fin des combats dans la vallée, la désignation officielle d'« armée de la Virginie-Occidentale » est abandonnée, mais Crook conserve le commandement du département de Virginie-Occidentale. La division de Hayes reste dans le département de Virginie-Occidentale, tandis que les divisions de Thoburn (Harris) et Kitching (Heine) sont transférées dans l'armée de la James.

## Commandants
- Major général Franz Sigel
- Major général David Hunter (21 mai - 8 août 1864)
- Major général George Crook (8 août - 19 décembre 1864)

## Grandes batailles
- Bataille de Cloyd's Mountain
- Bataille de New Market
- Bataille de Piedmont
- Bataille de Lynchburg
- Bataille de Cool Spring
- Bataille de Rutherford's Farm
- Seconde bataille de Kernstown
- Bataille de Berryville
- Bataille d'Opequon
- Bataille de Fisher's Hill
- Bataille de Cedar Creek